# Fumaria vaillantii
Fumaria vaillantii là một loài thực vật có hoa trong họ Anh túc. Loài này được Loisel. mô tả khoa học đầu tiên năm 1809.

## Hình ảnh

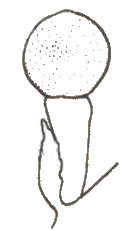
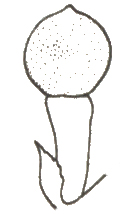
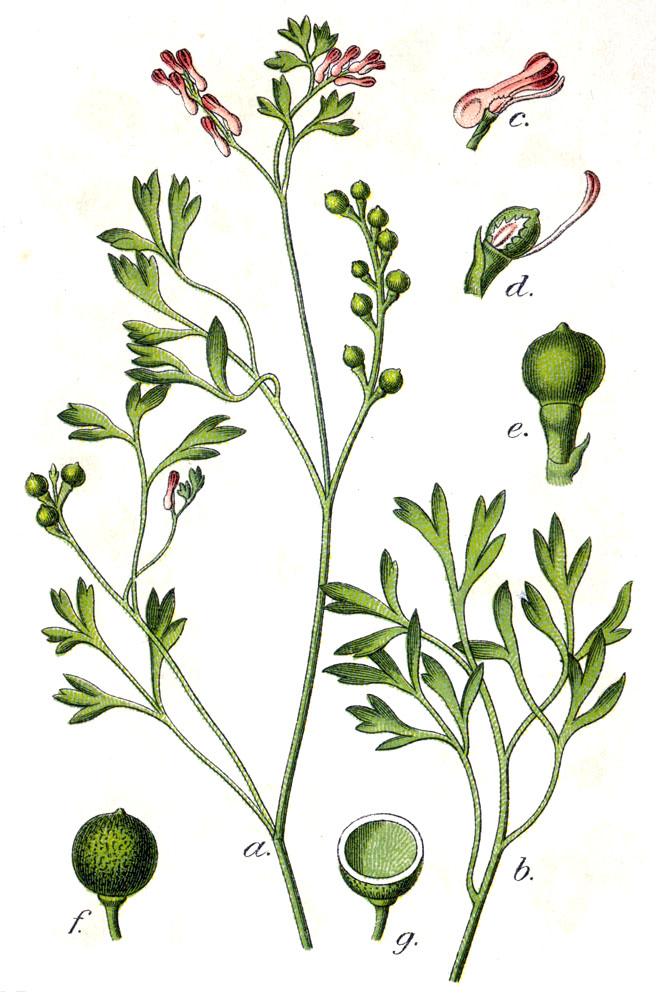
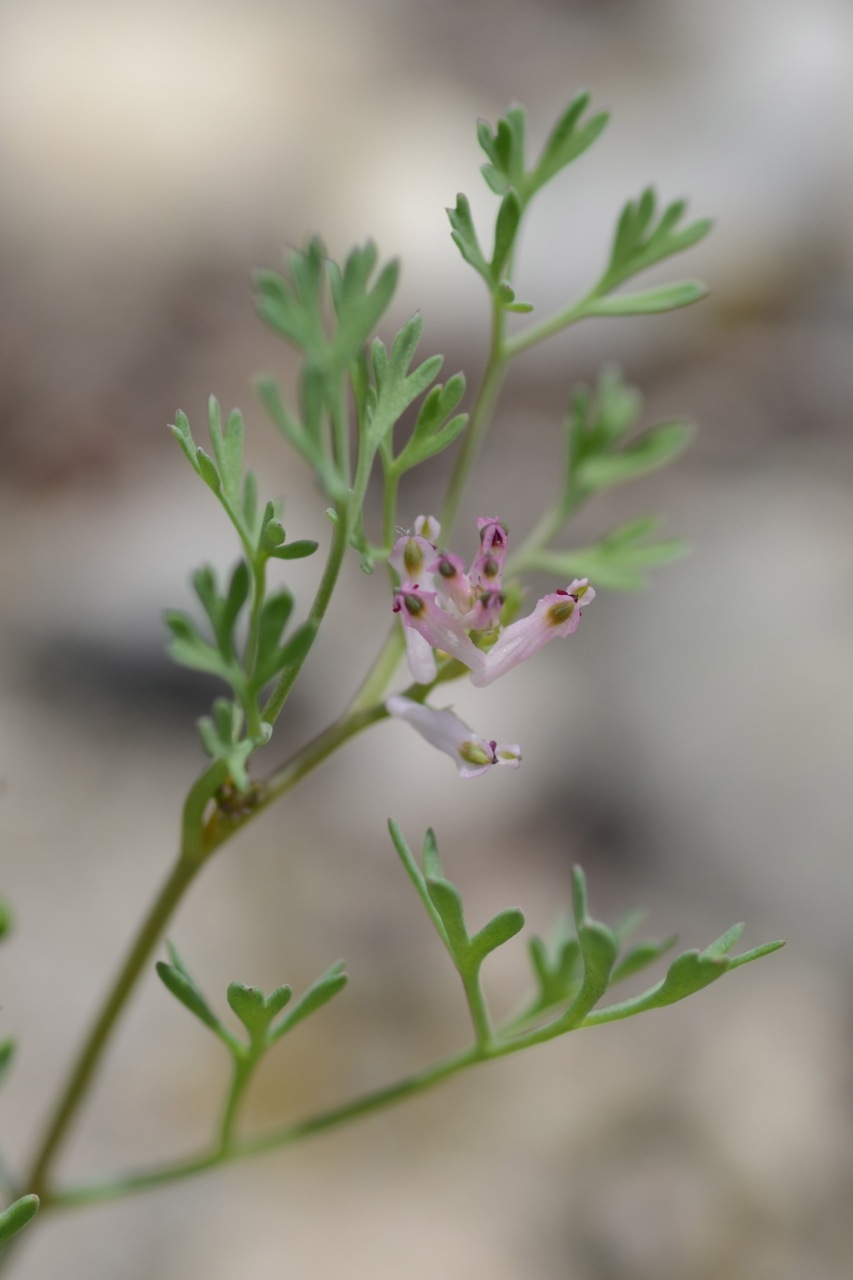